# Rose Cheruiyot
Rose Cheruiyot (* 21. Juli 1976) ist eine kenianische Langstreckenläuferin.
Bei den Leichtathletik-Weltmeisterschaften 1995 in Göteborg wurde sie Siebte im 5000-Meter-Lauf, nachdem sie zuvor in diesem Jahr im 5-km-Straßenlauf mit 15:05 eine Weltbestzeit aufgestellt hatte. Im Jahr darauf wurde sie Vizeweltmeisterin im Crosslauf und stellte mit 14:46:41 ihre 5000-Meter-Bestzeit auf der Bahn auf.
Bei den Olympischen Spielen 2000 in Sydney wurde sie Elfte über 5000 Meter, und bei den Weltmeisterschaften 2001 in Edmonton Neunte über dieselbe Distanz.
Beim Berliner Halbmarathon 2002 zeigte sie mit ihrem Sieg in 1:09:32 h, dass sie auch auf längeren Distanzen gut zurechtkommt. Nach einer Babypause meldete sie sich 2005 mit einem Sieg bei den 25 km von Berlin in der Weltjahresbestzeit von 1:24:46 h zurück.
2006 wechselte sie dann auf die Marathonstrecke über. Sie wurde Zweite beim Hamburg-Marathon in 2:27:09 h und siegte beim Amsterdam-Marathon in 2:28:26 h. Die Saison 2007 begann für sie mit einem zweiten Platz beim Seoul International Marathon.
Rose Cheruiyot ist mit Ismael Kirui, dem 5000-Meter-Weltmeister von 1993 und 1995, verheiratet, mit dem sie drei Kinder hat.